# Hamptophryne boliviana
Hamptophryne boliviana, (Parker, 1927), è una specie di rana appartenente alla famiglia Microhylidae.

## Distribuzione e habitat
Le rane di questa specie si trovano nel nord e ad ovest del bacino del Rio delle Amazzoni, in Brasile, Bolivia, Colombia, Guyana, Guyana francese, Perù, Suriname e Venezuela.